# Amanistabara-qo
Amanistabara-qo war ein nubischer König, der eventuell am Beginn des 5. vorchristlichen Jahrhunderts regierte.

## Belege
Amanistabara-qo ist hauptsächlich von seiner Pyramide Nu 2 in Nuri bekannt. Man fand hier einen Goldzylinder, wie sie auch im Grab des Aspelta gefunden wurden, sowie ein reliefiertes Goldblech, das den Herrscher vor dem falkenköpfigen Re zeigt. In einer christlichen Kirche in Nuri fand sich eine große Stele (heute im Boston Museum of Fine Arts) des Herrschers, die hier in christlicher Zeit als Baumaterial benutzt wurde. Sie mag ursprünglich aus seiner Pyramidenkapelle stammen. Der lange Text auf der Stele ist religiösen Inhalts und liefert daher so gut wie keine historischen Informationen. Der Herrscher wird auch auf Votivopfern aus Meroe genannt.

## Titel
- Horusname: Suti
- Thronname: Setepkare